# 奈良県道154号桜井停車場線
奈良県道154号桜井停車場線（ならけんどう154ごう さくらいていしゃじょうせん）は、奈良県桜井市を通る一般県道である。

## 概要
JR西日本桜井線・近鉄大阪線 桜井駅南口から南進し、桜井病院前で東進した後、桜井市大字桜井に至る。なお、国道165号へは桜井病院前で南進しても合流し、道幅も広く確保されているが、こちらは県道指定されていない。

### 路線データ
- 起点：桜井市大字桜井（JR西日本桜井線・近鉄大阪線 桜井駅南口）
- 終点：桜井市大字桜井（磐余橋北詰交差点、国道165号交点）

## 地理

### 通過する自治体
- 奈良県
  - 桜井市

### 交差する道路
| 交差する道路 | 交差する場所 | 交差する場所            |
| ------------ | ------------ | ----------------------- |
| 国道165号    | 大字桜井     | 磐余橋北詰交差点 / 終点 |

### 沿線
- JR西日本桜井線・近鉄大阪線 桜井駅